# جيف هوارث
جيف هوارث (29 مارس 1951 بأوكلاند في نيوزيلندا - ) (بالإنجليزية: Geoff Howarth)‏ هو لاعب كريكت نيوزلندي. شارك مع منتخب نيوزيلندا الوطني للكريكت. أما مع النوادي، فقد لعب مع Northern Districts men's cricket team ‏ ونادي مقاطعة سري للكريكت ‏ وفريق أوكلاند للكريكت ‏.

## وصلات خارجية
- جيف هوارث على موقع إي آس بي آن كريك إنفو (الإنجليزية)